# Williams FW10
A Williams FW10 egy Formula–1-es versenyautó, melyet a Williams csapat tervezett és indított az 1985-ös Formula–1 világbajnokság során. Pilótái Nigel Mansell és Keke Rosberg voltak. A szezon második felében a továbbfejlesztett, FW10B kódnevű variánssal versenyeztek, amivel megnyerték az év utolsó három versenyét.

## Áttekintés
1985-ben dolgozott együtt második éve a Williams és a Honda. Az első évük meglehetősen nehezen indult, az FW09-es kasztnija nem bírta kezelni a nyers motorerőt, és mindkét versenyzőjük kezelhetetlenségre panaszkodott. Patrick Head technikai igazgató ezért teljesen új autót tervezett, melynek a monocoque-ja már kizárólag szénszálas struktúra volt, elhagyva a méhsejt szerkezetű alumínium kasztnit. Ez volt az első Williams-autó, amelyik kizárólag ennek a merevebb és egyszersmind könnyebb anyagnak a felhasználásával készült, melyet a McLaren MP4/1 használt először, és ekkoriban kezdett a többi csapatnál is elterjedni. Összesen kilenc vázat építettek, ebből egyet prototípusként használtak, egyet pedig Japánba küldtek, az ottani tesztekhez.
Az idény során Nigel Mansell két kasztnit is totálkárosra tört. Az elsőt Detroitban, amikor nekiment a betonfalnak, a másodikat pedig Franciaországban a Paul Ricard-on, ahol 320 km/h sebességnél defektet kapott (akaratán kívül beállítva a legnagyobb sebességnél történő baleset rekordját a Formula–1-ben). A Honda motor rendkívül erős volt, időmérő edzéseken 1000-1200 lóerőre volt képes, de versenyeken is tudta a 900 lóerőt.
Ez az autó volt az első a sorban, egészen 1993-ig, amely a jellegzetes fehér-kék-sárga festésben versenyzett.

## A szezon
Sokkal jobban alakult ez az év, mint az előző kettő, ugyanis a csapat négy győzelmet ért el és megszerezte a konstruktőri harmadik helyet is. Az évet még az előző évi motorok továbbfejlesztett változatával kezdték, Montrealba hozta el a Honda az új specifikációt. Ezekben kisebb és hatékonyabb turbó volt, amely azonnal hozta a jobb teljesítményt. Rosberg nyert Detroitban, és még a szezon végén szerzett a csapat három győzelmet. Ezekkel visszavágtak a Lotusnak és megszerezték a bajnoki bronzérmet.
Mansell, aki a Lotustól igazolt át, első győzelmét hazai földön, Brands Hatchben szerezte, majd Dél-Afrikában újra győzött. Rosberg diadalmaskodott a szezonzárón, ami utolsó Formula–1-es győzelme is volt.
A brit nagydíjon, Silverstone-ban Rosberg az időmérő edzésen 258,9 km/h átlagsebességet ért el (160,9 mph), ami abszolút rekord volt egészen 2002-ig. Az eredményt még nagyobbá tette, hogy slick gumikon érte el, vizes pályán, laposodó abroncsokon.

## Eredmények
Félkövérrel jelölve a pole pozíció, dőlt betűvel a leggyorsabb kör.
| Év   | Csapat         | Motor            | Gumik | Pilóták       | 1   | 2   | 3   | 4   | 5   | 6   | 7   | 8   | 9   | 10  | 11  | 12  | 13  | 14  | 15  | 16  | Pontok | Helyezés |
| ---- | -------------- | ---------------- | ----- | ------------- | --- | --- | --- | --- | --- | --- | --- | --- | --- | --- | --- | --- | --- | --- | --- | --- | ------ | -------- |
| 1985 | Canon Williams | Honda RA164/165E | G     |               | BRA | POR | SMR | MON | CAN | DET | FRA | GBR | GER | AUT | NED | ITA | BEL | EUR | RSA | AUS | 71     | 3.       |
| 1985 | Canon Williams | Honda RA164/165E | G     | Nigel Mansell | KI  | 5   | 5   | 7   | 6   | KI  | NI  | KI  | 6   | KI  | 6   | 11  | 2   | 1   | 1   | KI  | 71     | 3.       |
| 1985 | Canon Williams | Honda RA164/165E | G     | Keke Rosberg  | KI  | KI  | KI  | 8   | 4   | 1   | 2   | KI  | 12  | KI  | KI  | KI  | 4   | 3   | 2   | 1   | 71     | 3.       |

## Forráshivatkozások
1. ↑  Archivált másolat. [2019. december 4-i dátummal az eredetiből archiválva]. (Hozzáférés: 2023. július 17.)
2. ↑  Museum, Marconi: Museum Highlight: Frank Williams’ FW10 (amerikai angol nyelven). Marconi, 2019. augusztus 12. (Hozzáférés: 2023. július 17.)
3. ↑  https://www.telegraph.co.uk/cars/features/top-10-mansell-moments/1985-european-grand-prix4-6-october-1985-nigel-mansell-williams/
4. ↑  Maximum attack - the day Rosberg averaged 160mph around Silverstone (angol nyelven). Formula 1® - The Official F1® Website. (Hozzáférés: 2023. július 17.)

## Fordítás
Ez a szócikk részben vagy egészben  a   Williams FW10 című angol Wikipédia-szócikk ezen változatának fordításán alapul.  Az eredeti cikk szerkesztőit annak laptörténete sorolja fel. Ez a jelzés csupán a megfogalmazás eredetét és a szerzői jogokat jelzi, nem szolgál a cikkben szereplő információk forrásmegjelöléseként.